# Giuliana Calandra
Giuliana Calandra (Moncalieri, 1936. február 10. – Aprilia, 2018. november 25.) olasz színésznő.

## Fontosabb filmjei
- Az anarchia és a szerelem filmje (Film d'amore e d'anarchia, ovvero 'stamattina alle 10 in via dei Fiori nella nota casa di tolleranza...') (1973)
- A jó annyi, mint a rossz (Tutto a posto e niente in ordine) (1974)
- Il bestione (1974)
- Mélyvörös (Profondo rosso) (1975)
- Simone e Matteo, un gioco di ragazzi (1975)
- Az utolsó asszony (L'ultima donna) (1976)
- Ecco noi per esempio… (1977)
- Csodálatos vidék (Il... Belpaese) (1977)
- Maradj meg ilyennek (Così come sei) (1978)
- Női fény (Clair de femme) (1979)
- Altatódal nászágyon (Il turno) (1981)
- Szex, minden mennyiségben (Sesso e volentieri) (1982)
- Szép kis botrány (Uno scandalo perbene) (1984)
- Desiderando Giulia (1986)
- La cintura (1989)
- La casa dove abitana Corinne (1996, tv-film)
- Déli tengerek (Mari del sud) (2001)
- L'allenatore nel pallone 2 (2008)